# Chatham-Kent
Chatham-Kent is een stad in Canada in de provincie Ontario.
Chatham-Kent telde in 2006 bij de volkstelling 108.177 inwoners.
De plaats ontwikkelde zich rond een marinehaven, en werd genoemd naar de Engelse plaats Chatham in Kent. Tijdens de Oorlog van 1812 vond op 5 oktober 1813 tussen Moraviantown en Thamesville de Slag bij de Thames plaats. De Shawneeleider Tecumseh kwam hierbij om het leven. In de 19e eeuw was het gebied onderdeel van de Underground Railroad. 
Tot de gevluchte slaven die zich hier vestigden behoorde Josiah Henson, die model zou hebben gestaan voor George Harris, een personage in De hut van Oom Tom van Harriet Beecher Stowe. Ook elocutionist Hallie Quinn Brown woonde hier met haar familie, toen ze begon haar talent voor spreken te ontwikkelen. Ze wordt tegenwoordig gezien als een van de grondleggers van de spraakexpressie (een voorloper van logopedie), met bijzondere betekenis voor Afro-Amerikaanse taalprofessionals.

## Geboren
- Susie Rijnhart-Carson (1868-1908), Canadees zendeling
- Shae-Lynn Bourne (1976), Canadees kunstschaatsster

## Overleden
- Tecumseh (1768-1813), leider van de Shawnee
- Ladislas Segers (1890-1961), Belgisch missionaris